# George Haigh
George Haigh (Stockport, Inglaterra, Reino Unido, 26 de junio de 1915-23 de abril de 2019) fue un jugador y entrenador de fútbol inglés. En su etapa como jugador profesional se desempeñaba como defensa. A la edad de 103 años, se creía que era el exfutbolista más longevo aún con vida, aunque se descubrió el caso de Arthur Smith, quien es un mes mayor.

## Biografía
En 1931, comenzó su carrera como juvenil en el Manchester City. En 1936, fichó por el Stockport County. Hizo su debut con el primer equipo en octubre de 1938, donde tuvo la desgracia de marcar un autogol. 
En 1940, se unió a la Real Fuerza Aérea Británica. Fue veterano de la Segunda Guerra Mundial y terminó su servicio en 1945.
En 1998, los historiadores del Stockport County volvieron a estar en contacto con Haigh. Desde entonces, mantuvo contacto regular con el club, apareciendo como invitado de honor en 2008. En 2010, fue uno de los primeros en recibir el certificado Stockport County Appearance Number. Siguió asistiendo a los partidos del equipo hasta septiembre de 2015, tres meses después de convertirse en centenario, aunque posteriormente volvería a asistir en ocasiones especiales, la última en noviembre de 2018. Sufría degeneración macular asociada a la edad y, desde 2014, recibía el apoyo de Blind Veterans UK, una organización benéfica para personas ciegas y con discapacidad visual que prestaron servicios a la Real Fuerza Aérea Británica durante la Segunda Guerra Mundial.

## Fallecimiento
En la mañana del 23 de abril de 2019, Haigh falleció pacíficamente mientras dormía, a la edad de 103 años.

## Clubes

### Como jugador
| Club              | País       | Año       |
| ----------------- | ---------- | --------- |
| Stockport County  | Inglaterra | 1938-1940 |
| Morecambe         | Inglaterra | 1940-1942 |
| Rochdale          | Inglaterra | 1942-1945 |
| Lancaster City    | Inglaterra | 1945-1946 |
| Rossendale United | Inglaterra | 1948-1952 |

### Como entrenador
| Club              | País       | Año       |
| ----------------- | ---------- | --------- |
| Rossendale United | Inglaterra | 1948-1952 |